# Max Jänecke
Max Jänecke (* 28. August 1869 in Hannover; † 2. November 1912 ebenda) war Buchhändler, Druckereibesitzer und Mitglied des Deutschen Reichstags.

## Leben
Jänecke besuchte das Kaiser Wilhelm-Gymnasium in Hannover bis 1886 und die Universitäten Marburg, Berlin und Leipzig, wo er Geschichte und Volkswissenschaft studierte. Er unternahm Reisen in Nordamerika, Spanien und Marokko. Eintritt in die Firma Gebrüder Jänecke in Hannover, Hofbuchdruckerei, Schriftgießerei, Steindruckerei, Verlagsbuchhandlung und Verlag des Hannoverschen Couriers. Er war Mitinhaber desselben sowie Prokurist der Firma Gebr. Jänecke & Fr. Schneemann in Hannover, Moskau und Newark (N. J.) U.S.A. Fabriken von Buch- und Steindruckfarben. Weiter war er Leutnant der Reserve des Oldenburgischen Dragoner-Regiments Nr. 19 und Vorsitzender des Vereins deutscher Zeitungsverleger.
Von 1903 bis Februar 1904 war er Mitglied des Deutschen Reichstags für den Wahlkreis Provinz Hannover 16 (Lüneburg, Soltau, Winsen (Luhe)) und die Nationalliberale Partei. Von 1904 bis 1908 war er Mitglied des Preußischen Abgeordnetenhauses.